# Vandalia, Missouri
Vandalia är en ort i Audrain County, och  Ralls County, i Missouri. Vid 2010 års folkräkning hade Vandalia 3 899 invånare.